# Tones on Tail
Tones on Tail war eine britische Post-Punk-Band, die 1982 als musikalisches Nebenprojekt von Daniel Ash von der Gothic Rock-Band Bauhaus gegründet wurde. Ihre Musik wurde von einem Kritiker als „Doom-and-dance-pop“ beschrieben.

## Geschichte
Noch während seiner Zeit bei Bauhaus gründete Ash Anfang 1982 mit seinem Mitschüler an der Kunsthochschule, Mitbewohner und Bauhaus-Roadie Glenn Campling die Band Tones on Tail. Der Name bezog sich auf die Art und Weise, wie Kalibriertöne an den Bandenden aufgenommen wurden.
Die beiden veröffentlichten ihre Debüt-EP auf 4AD im März 1982, gefolgt von der Single There' s Only One! auf Beggars Banquet Records am 24. September 1984.
Nach der Auflösung von Bauhaus im Jahr 1983 kam Schlagzeuger Kevin Haskins dazu und damit wurde Tones on Tail ein Vollzeit-Projekt für alle drei Mitglieder. Ihre erste Veröffentlichung als Trio war die EP Burning Skies, herausgegeben von Situation Two am 6. Mai 1983.
Ihr einziges Studioalbum, Pop, wurde von Beggars Banquet am 6. April 1984 in Großbritannien veröffentlicht; mit den Singles Performance (veröffentlicht am 9. März) und Lions (veröffentlicht am 11. Mai). Das Album wurde auch in Nordamerika in veränderter Form veröffentlicht. Go!, die B-Seite von Lions, wurde nur in Kanada als Single herausgegeben; lizenziert von Vertigo Records.
Im Oktober 1984 begann die Gruppe eine kurze 12-tägige Tournee durch die USA. Bei den Auftritten trugen alle Bandmitglieder weiße Outfits.
Die letzte Single Christian Says erschien am 9. November 1984.
Die Band wurde Ende 1984 aufgelöst. Ash und Haskins gründeten mit dem ehemaligen Bauhaus-Bassisten David J. die Band Love and Rockets.
Die 1998 erschienene Compilation Everything! enthält alle Songs remastered von Tones on Tail. Zusätzlich ist ein Interview mit Ash und Haskins enthalten.

## Rezeption
Der Kritiker Ned Raggett schrieb für AllMusic: „Ash und Haskins lösten sich aus den düsteren Schatten von Bauhaus. Die Melange der Stile der Bands war ihre am meisten unterschätzte Stärke.“ Richard Williams vom Michigan Daily sagte: „Tones on Tail behält den traditionellen Geschmack von Bauhaus für das Makabre, geht aber auch neue Wege, um den Pop zu verändern.“ James Muretich vom Calgary Herald schrieb: „Aus der Asche von Bauhaus ist ein britisches Trio entstanden, das sich zu einer der beeindruckendsten und makabersten Tanzbands der Welt entwickelt.“

## In der Popkultur
Go! wurde 1991 während einer Rave-Szene in der Beverly Hills, 90210-Episode U4EA verwendet; im 1991 Film Career Opportunities wird er verwendet, als Jennifer Connelly, Dermot Mulroney und Kieran Mulroney Waren aus dem Target Store stehlen. Außerdem fand er Verwendung im Film Grosse Pointe Blank (1997) bei einer Disco-Szene, während einer Party-Szene im Film Party Monster (2003), als Werbesong für den Mercury Mariner von Ford (2008), in einer Szene der Navy CIS: L.A.-Episode „Das Phantom“ (2009), in einem Trailer für die zweite Staffel der Adult-Swim-Show Rick and Morty (2015) und während eines Basketballspiels in Chapter Three: The Pollywog (2017), der zweiten Staffel von Stranger Things. Die Vocals wurden 1991 von Moby für seinen Song Go verwendet.

## Diskografie
Studioalben
- 1984: Pop (Beggars Banquet Records)

EPs
- 1982: Tones on Tail (4AD)
- 1983: Burning Skies (Situation Two)
- 1998: Something! (Beggars Banquet Records)

Singles
- 1982: There's Only One! (Beggars Banquet Records)
- 1983: Burning Skies (Situation 2)
- 1984: Performance (Beggars Banquet Records)
- 1984: Lions (Beggars Banquet Records)
- 1984: Go! (Vertigo Records)
- 1984: Christian Says (Beggars Banquet Records)

Kompilationen
- 1985: Tones on Tail (Situation Two)
- 1987: Night Music (Beggars Banquet Records)
- 1990: Tones on Tail (RCA Records/Beggars Banquet Records)
- 1998: Everything! (Beggars Banquet Records)
- 2011: Weird Pop (Beggars Banquet Records)